# Nordijska skupina
Nordijska skupina Saturnovih naravnih satelitov je skupina 29 nepravilnih retrogradnih satelitov, ki imajo podobne tirnice. 

Članice Nordijske skupine so (po rastoči oddaljenosti od Saturna):
- Feba
- Skadi (poskupina Skadi)
- S/2007 S 2
- Skol (podskupina Skadi)
- Greip
- Hirokin (podskupina Skadi)
- S/2004 S 13
- S/2004 S 17
- Jarnsaksa
- Mundilfari
- S/2006 S 1 (podskupina Skadi)
- Narvi (podskupina Narvi)
- Bergelmir (podskupina Skadi)
- Sutungr
- S/2004 S 12
- S/2004 S 7
- Hati
- Bestla (podskupina Narvi)
- Farbauti (podskupina Skadi)
- Trimr
- S/2007 S 3
- Agir
- S/2006 S 3 (podskupina Skadi)
- Kari  (podskupina Skadi)
- Fenrir
- Surtur
- Imir
- Loge
- Fornjot

## Lastnosti članic Nordijske skupine
Velike polosi njihovih tirnic zavzemajo vrednosti od 12 in 24 Gm. Nakloni tirnic skupine so med 136 in 175°, izsrednosti pa med 0,13 in 0,77. 
V nasprotju z Inuitsko in Galsko skupino so parametri tirnic zelo razpršeni. Zaradi tega izgleda, kot da je ta skupina sestavljena iz večjega števila podskupin. Tako bi lahko sateliti z nakloni tirnice okoli 174° tvorili vsaj dve podskupini.
Osem lun tvori podskupino Skadi. Ta podskupina ima velike polosi med 15 in 20Gm, naklone tirnic pa med 147 in 158°.
Luna Narvi  tvori skupaj z luno Bestla posebno podskupino.
Mednarodna astronomska zveza (IAU) je za članice te skupine naravnih satelitov rezervirala imena iz nordijske mitologije.